# Estação Ferroviária de Castro Verde-Almodôvar
A Estação Ferroviária de Castro Verde - Almodôvar (originalmente denominada do Carregueiro e depois apenas de Castro Verde; o nome adicional recentemente grafado por lapso como "Almodóvar" em fontes oficiais), é uma interface encerrada da Linha do Alentejo, que funcionava como entroncamento com o Ramal de Aljustrel, e que servia nominalmente as localidades de Castro Verde e Almodôvar, no distrito de Beja, em Portugal.

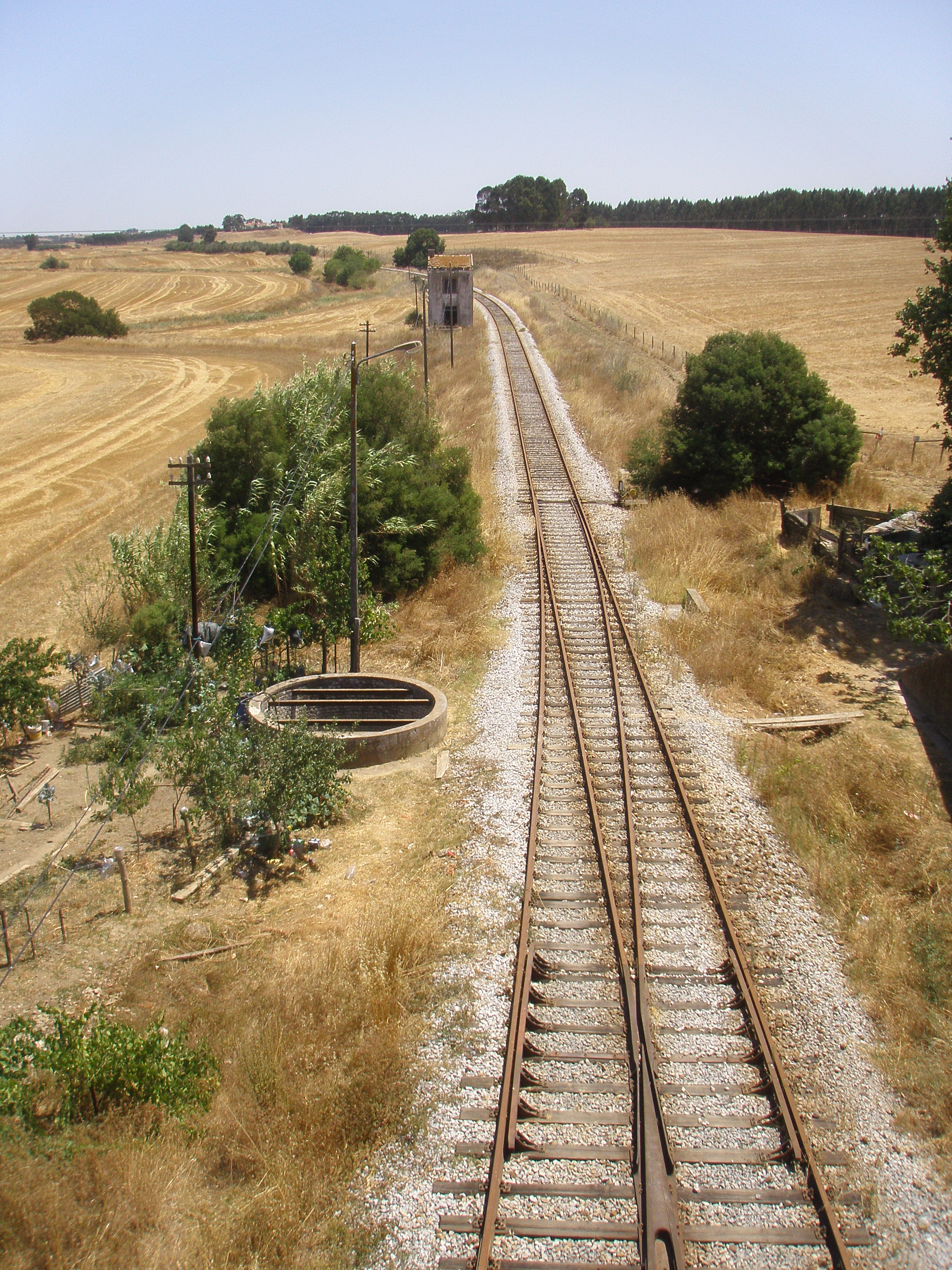
Vista para nascente, em 2012.

## Descrição

### Localização e acessos

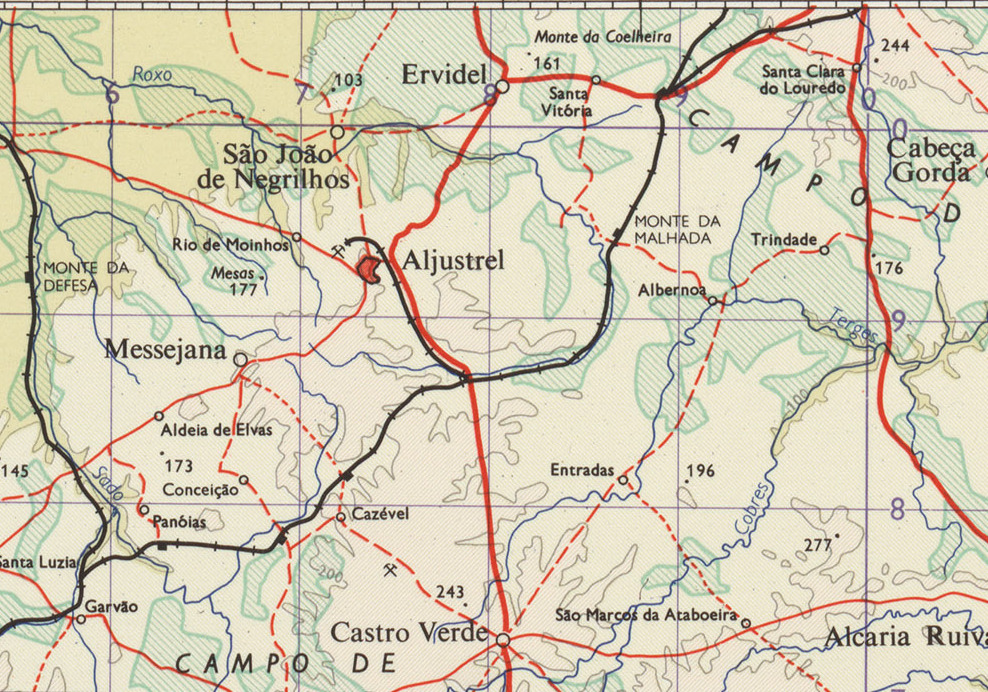
A estação de Castro Verde - Almodôvar situa-se onde o Ramal de Aljustrel entronca na Linha do Alentejo: Castro Verde está na margem inferior do mapa e Almodôvar extravasa-o.

O local desta interface situa-se no interior da malha urbana da localidade de Carregueiro, no concelho de Aljustrel;[carece de fontes?] dista da localidade nominal primária, Castro Verde, 14 km pela ER2 (sul-sudeste, desnível acumulado de +138−73 m); a localidade nominal secundária, Almodôvar, situa-se ainda mais distante, na mesma direção e ligada pela mesma rodovia, por mais 21 km (desnível acumulado de +191−146 m). Tanto Castro Verde como Almodôvar distam bem menos da ferrovia mais próxima — mas esta é o Ramal de Neves-Corvo cuja função exclusivamente mineira impossibilitou a construção de quaisquer estações.[carece de fontes?]

### Caraterização física
Em janeiro de 2011, dispunha de três vias de circulação, uma com 244 m de comprimento, e as outras duas, com 546 m; uma plataforma tinha 120 m de extensão e 45 cm de altura, e a outra apresentava 105 m de comprimento e 60 cm de altura.

## História

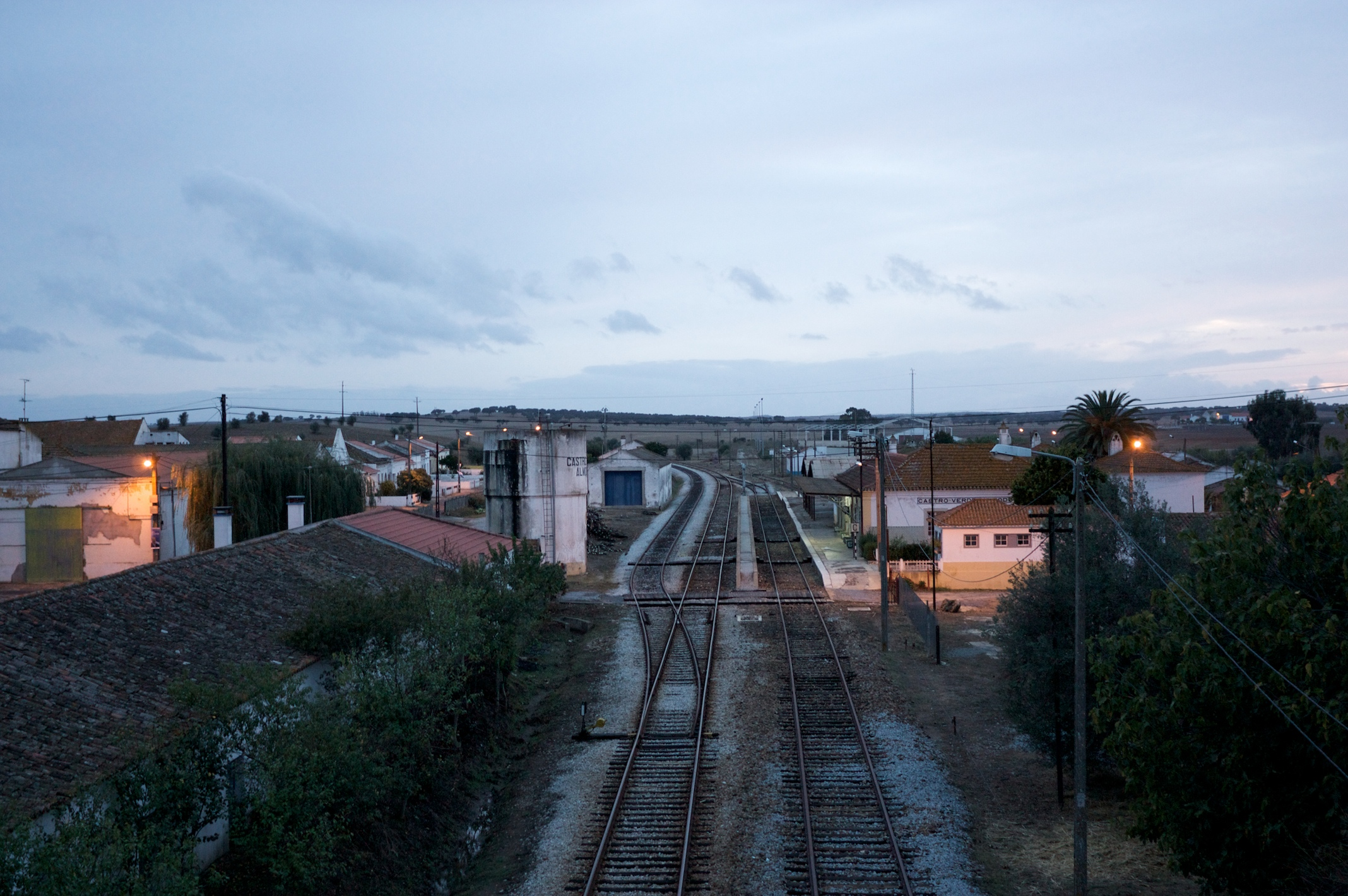
Vista geral da estação, em 2009.

### Inauguração
Esta interface situa-se no troço entre a Estação de Beja e o Apeadeiro de Casével da Linha do Alentejo, que abriu em 20 de dezembro de 1870, pela divisão do Sul e Sueste do estado.

### Século XX
Em 1903, estava já estudada a implementação de um ramal da Estrada Real 17, entre a localidade de Entradas e esta interface, que então possuía o nome de Carregueiro.
Em 1913, a estação era servida por carreiras de diligências até Aljustrel, Castro Verde e Almodôvar. Em 11 de maio de 1927, a Companhia dos Caminhos de Ferro Portugueses passou a explorar as antigas linhas do estado. Em 2 de Junho de 1929, entrou ao serviço o Ramal de Aljustrel, que ligava esta estação, já com o nome de Castro Verde, até ao complexo mineiro de Aljustrel.

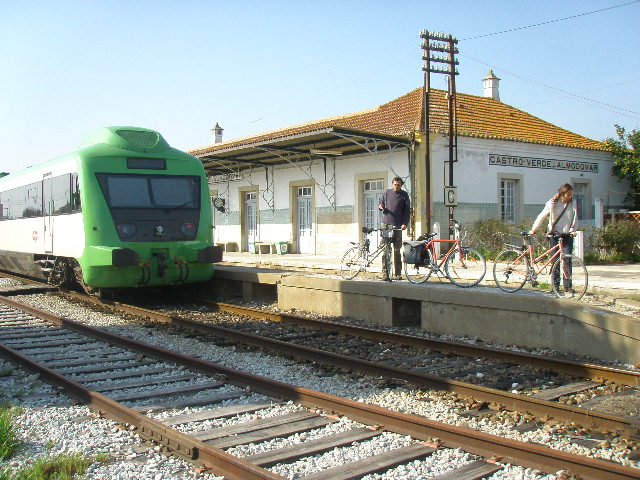
Serviço regional na estação, em 2009.

Em 1934, a Companhia dos Caminhos de Ferro Portugueses fez grandes obras de reparação na gare de Castro Verde. Um diploma do Ministério das Comunicações, publicado no Diário do Governo n.º 69, II Série, de 24 de março de 1948, aprovou o auto de recepção definitiva da empreitada n.º 64, para a construção de dois dormitórios e de duas moradias na estação de Castro Verde, adjudicada ao empreiteiro Raúl Justo.

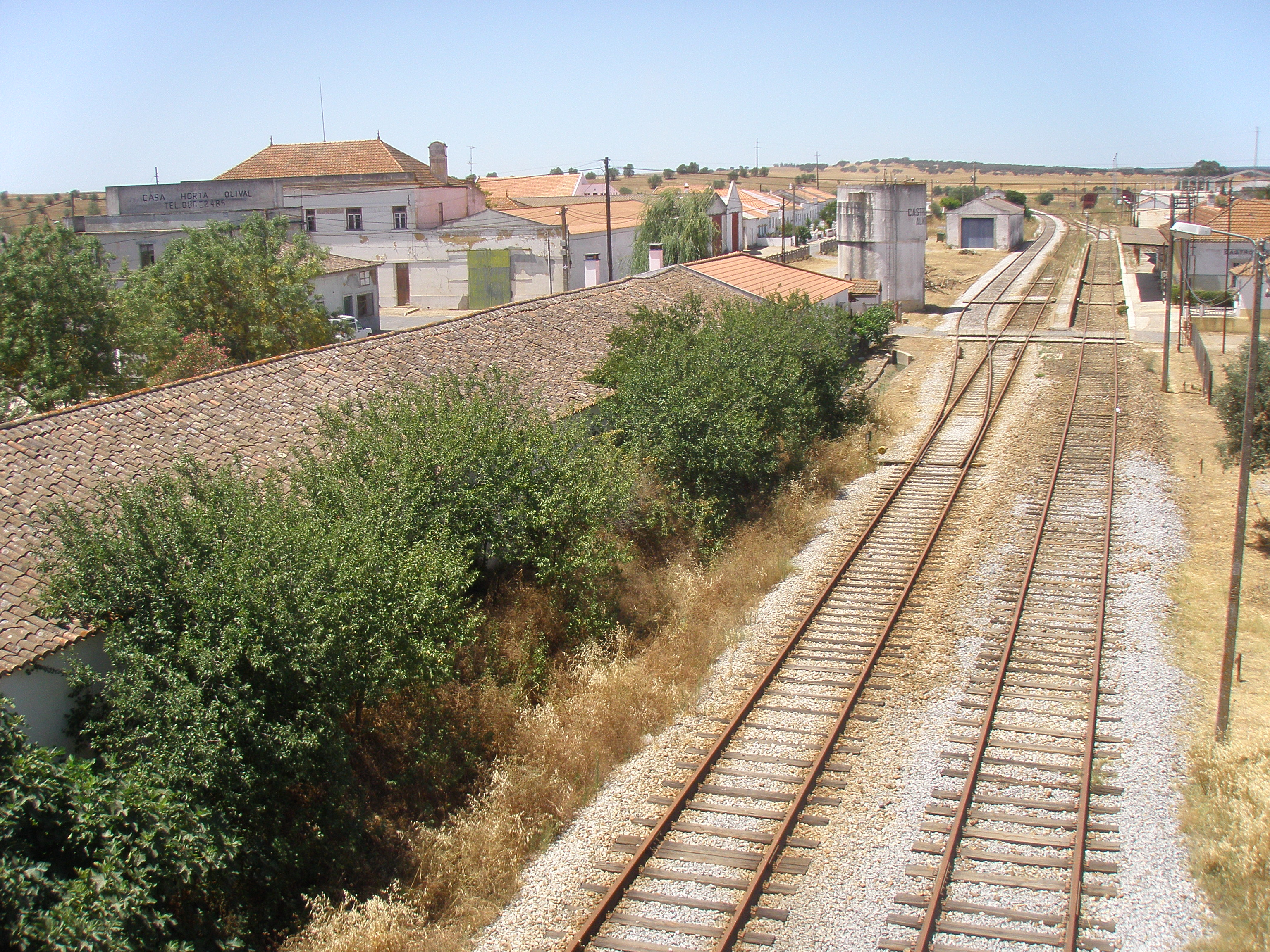
Aspeto da envolvente, em 2009.

### Supressão dos serviços
No dia 1 de janeiro de 2012, todos os serviços regionais entre as Estações de Beja e Funcheira, que eram geridos pela empresa Comboios de Portugal, foram suprimidos, tendo a operadora alegado que o troço possuía uma reduzida procura, resultando numa situação de insustentabilidade económica.
Em 2017 a passagem de nível junto à estação foi alvo de obras de requalificação por parte da União das Freguesias de Aljustrel e Rio de Moinhos, que consistiram na substituição das madeiras por uma calçada em cubos de granito.